# Pianele mecanice (film)
Pianele mecanice (titlul original: în spaniolă Los pianos mecánicos) este un film dramatic de coproducție hispano-franco-italian, realizat în 1965 de regizorul Juan Antonio Bardem. Filmul este realizat după romanul omonim din 1962 al lui Henri-François Rey, prezentând o realație de triunghi amoros. Protagoniștii filmului sunt actorii Melina Mercouri, Hardy Krüger, James Mason și  Didier Haudepin. 

## Rezumat
În vara anului 1964, criticul de artă parizian Vincent Brenner a închiriat casa de vacanță din Caldeya (în realitate Cadaques) pe Costa Brava din Spania de la un prieten britanic homosexual și partener de afaceri, proprietar de galerii, Reginald, pentru a-și reveni din depresie. În drum spre destinație, unde vrea să picteze stâncile de pe coastă, îl ia de la marginea drumului pe Tom Dixon, oarecum retardat, care vrea să fie dus în orașul natal.
Acolo, Vincent îl cunoaște pe scriitorul în vârstă Pascal Regnier și pe fiul său, Daniel, în vârstă de unsprezece ani. Pascal are doar două mari pasiuni, care ambele nu i-au dat decât probleme pe termen lung, whisky-ul și femeile. Când Vincent ajunge în sat, Pascal este pe cale să-și alunge din nou ultima dragoste. Pascal îi prezintă lui Vincent pe Jenny, o femeie de vârstă mijlocie care conduce barul local, „Estrella” (Steaua). Caracteristica centrală a acestei cârciumi este un pian mecanic care scârțâie, huruit (care a dat filmului titlul original).
Reginald i-a cerut inițial lui Jenny să aibă grijă de Vincent. Între cei doi se leagă o prietenie în timp ce Vincent încearcă să o ajute pe Jenny să o împiedice pe prietena ei Nora să se sinucidă. În timpul unei prtreceri la proprietatea bogatului Elvis Bryant, un fost iubit al lui Jenny, ea îi arată lui Vincent colecția de artă a lui Bryant. Apoi amândoi merg să înoate în mare și în cele din urmă se culcă împreună.
În Caldeya sunt și câțiva tineri plictisiți care fac tot felul de răutăți. Serge și unii dintre prietenii lui se distrează furișându-se într-o vilă sau alta de pe plajă, fără să fie observați. Serge o duce pe frumoasa sa iubita brunetă, Nadine, într-o casă unde amândoi se bagă în pat. Cănd aud zgomote la parter a proprietarilor întorși acasă, pleacă neobservați din vilă. Mai târziu, Serge și Daniel, care sunt buni prieteni, „împrumută” o barcă pentru a merge la pescuit de arici de mare. În timp ce Serge se întoarce la țărm pentru a o căuta pe Nadine, care tocmai face plajă, Daniel scapă de arici aruncându-l în apă, după care se întorc toți trei pe uscat.
Între timp, tatăl lui Daniel este pe cale să găsească o nouă fată în „Estrella”, pe care o numește „Orange”, deoarece Pascal crede că este frumoasă ca un fruct. Când a urmat o ceartă lăsată cu bătaie pe care Pascal a inițiat-o, sosește Guardia Civil și închide barul lui Jenny pe timp de trei zile. Jenny vrea să folosească acest timp și îl duce pe Vincent într-o excursie la Barcelona. Aici devine lui Vincent clar trecutul lui Jenny, ceea ce înseamnă că iubita lui s-a vândut bărbaților pentru favoruri de foarte multe ori. Așa a obținut de exemplu și barul ei din Caldeya, ca un „dar de dragoste” de la fostul ei iubit, Elvis. Vincent este dezgustat de ce a aflat. Un alt adevăr este și mai șocant pentru Vincent, se pare că ea este iubita lui Reginald de ceva timp, iar acesta a fost trimis la Caldeya de către Reginald doar pentru a avea grijă de Jenny, ca să nu se întoarcă la vechile ei obiceiuri. Ea, la rândul ei, îi explică lui Vincent, care este din ce în ce mai dezgustat de trecutul lui Jenny, că are neapărat nevoie de Reginald și că acesta nu este atras de femei.
Între timp, Pascal are din ce în ce mai multe probleme cu Daniel, care nu mai vrea să vadă aventurile fără final ale tatălui său. Daniel dorește un tată și o casă, nu un Don Juan în vârstă care urmărește fete tinere. Daniel numește cu dispreț ultima lui cucerire „Orange”, o „pramatie proastă”.
Vincent și-a luat rămas bun de la noile cunoștințe și prieteni din Caldeya și a pleacat acasă. Jenny primește un mesaj de la Nora în care îi spune că a părăsit satul și a acceptat o ofertă de muncă din Statele Unite. Daniel prinde o ocazie bună de a scăpa de „Orange” și dându-i niscaiva bani luați de la tatăl sâu, o expediază departe în sudul însorit.
Pascal, împidicându-se își rupe piciorul, iar Daniel prinde ocazia să-l ducă la Jenny ca să-l îngrijească. Văzându-i după un timp sărutându-se, speră optimist că Pascal se va așeza și el la casa lui și va avea și el un cămin.

## Distribuție
- Melina Mercouri – Jenny
- Hardy Krüger – Vincent Brenner
- James Mason – Pascal Regnier
- Didier Haudepin – Daniel Regnier
- Renaud Verley – Serge
- Sophie Darès – Nadine (ca Martine Ziguel)
- Keiko Kishi – Nora
- Maurice Teynac – Reginald
- Karin Mossberg – „Orange”, amanta
- José María Mompín – Tom Dixon
- Luis Induni – Elvis Bryant
- Josefina Tapias – María
- Carlos Ronda – medicul
- Antonio Díaz del Castillo – Bromista
- Ignasi Abadal – angajatul la benzinărie
- Keiko Kishi – Nora
- Didier Haudepin – Daniel Regnier

## Melodii din film
Ediția din 1964 al discului editat de Riviera 231088 cuprinde urmatoarele melodii din coloana sonoră a filmului:
1. Les pianos mécaniques
2. Thème de Jenny et de Vincent
3. Thème de Nadine et de Serge
4. Arrivée à Caldeya
5. C'est mon grand jour
6. Bar de l'Estrella

## Aprecieri
„ Destinele se întretaie: un pictor, un bogătaș, bovarica sa soție, într-un „lagăr de concentrare al plăcerii”, unde rafinamentul voluptăților mistifică până și fireasca bucurie, înșelând natura, iar venalitatea socială se convertește în perversiune și patologic. ”—T. Caranfil , Dicționar universal de filme 